# 羅利·芬格斯
羅蘭·葛倫·「羅利」·芬格斯（英語：Roland Glen "Rollie" Fingers，1946年8月25日—），為美國職棒大聯盟的投手。生涯曾效力過運動家、教士和釀酒人等隊，芬格斯生涯共拿過3次世界大賽冠軍、7次入選明星賽、3次拿下大聯盟救援王以及4次拿下年度最佳救援投手獎。他還在1981年囊括賽揚獎和年度MVP等大獎。
芬格斯生涯共拿下341次救援成功，一度成為大聯盟紀錄，直到1992年才被打破。1992年，他順利入選名人堂，成為第二位入選名人堂的後援投手。而他的34號背號也被運動家和釀酒人兩隊退休。

## 職業生涯
1968年，芬格斯登上大聯盟。他在1970年站穩腳步，並先發19場比賽。1971年5月15日，他先是先發5局失1分。結果6天後，因為運動家先發投手Blue Moon Odom被打爆退場，使得芬格斯又上場後援5.1局。
同年5月底，總教練決定讓芬格斯擔任後援投手。他在1973年僅先發2場比賽，其他比賽他大多在7局後登板。
1972年到1974年，運動家達成現代棒球首見的三連霸。其中芬格斯獲選為1974年世界大賽的MVP，他在該系列賽拿下1勝和2次救援成功。
1974年世界大賽開打前，芬格斯曾因為妻子的關係和隊友Odom大打出手，結果造成芬格斯頭部縫了6針，Odom還扭傷了腳踝。
1976年球季結束後，因為保留條款廢除，使得大聯盟出現許多自由球員，而芬格斯也是其中一位。當時球隊老闆原本打算將芬格斯和Joe Rudi交易到紅襪，維達·布魯交易到洋基。結果大聯盟主席認為該交易案會破壞聯盟的平衡而駁回此案，使得球隊老闆怒告主席，並將3人強制坐冷板凳。後來因為3位球員用罷工來威脅，最後老闆才妥協讓他們上場。球季結束後，芬格斯以自由球員身分加盟教士隊。

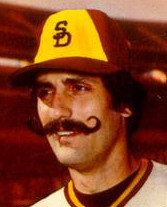
1977年的芬格斯

1977年、1978年和1980年，芬格斯都拿下了國聯年度最佳救援投手獎。1980年12月8日，教士隊將芬格斯、Gene Tenace、Bob Shirley和一名日後指定球員交易到紅雀隊，換來Terry Kennedy、John Littlefield、Al Olmsted、Mike Phillips、Kim Seaman、Steve Swisher和John Urrea等人。結果才過沒幾天，紅雀便將芬格斯連同Ted Simmons和Pete Vuckovich兩人送往釀酒人，換來Sixto Lezcano、Lary Sorensen、David Green和Dave LaPoint等人。1981年，芬格斯囊括年度最佳救援投手、賽揚獎和年度MVP等大獎。1982年，雖然他拿下29次救援成功，不過也因為他大多抱傷登場，使得他無法參加釀酒人隊史首次的世界大賽，最後釀酒人輸給紅雀，無緣拿下首冠。1983年，芬格斯整年都在養傷，導致球季報銷。1984年8月，他還因為椎間盤突出動了手術。
1985年9月17日，芬格斯完成最後一次登板。他被敲出1轟和送出1次三振。
球季結束後，芬格斯被釀酒人釋出。隨後他收到來自彼得·羅斯的邀請，希望他能加入紅人隊。但是紅人隊女老闆Marge Schott卻以一句：「所有球員都要刮光鬍子才能上場。」這句話惹惱了芬格斯，並透過對方總經理直接向老闆開嗆：「妳如果把妳的聖伯納寵物犬的毛都剃光的話，我就刮掉我的鬍子。」 Taking it even further, Finley came up with "Moustache Day" at the ballpark, where any fan with a moustache could get in free.

## 紀念

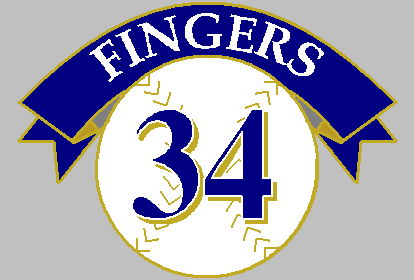
1992年，釀酒人隊將芬格斯的34號球衣退休。

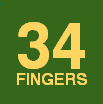
1993年，運動家隊將芬格斯的34號球衣退休。

1992年，芬格斯入選名人堂，成為史上第二位入選名人堂的後援投手。1999年，他被The Sporting News評為棒球百大傑出選手的第96名，並成功入選大聯盟世紀明星隊的最終決選名單。
而釀酒人和運動家都將芬格斯的背號退休，歷史上只有10位球員的背號能夠被兩支以上的球隊共同退休。
2000年，芬格斯入選聖地牙哥冠軍殿堂。

## 生涯投球數據
| 勝投 | 敗投 | 防禦率 | 出賽場次 | 先發 | 救援成功 | 投球局數 | 安打 | 失分 | 自責分 | 全壘打 | 保送 | 三振 | 暴投 | 觸身球 |
| ---- | ---- | ------ | -------- | ---- | -------- | -------- | ---- | ---- | ------ | ------ | ---- | ---- | ---- | ------ |
| 114  | 118  | 2.90   | 944      | 37   | 341      | 1701.1   | 1474 | 615  | 549    | 123    | 492  | 1299 | 40   | 39     |

## 外部連結
- 球員資訊和成績在MLB ，ESPN，Retrosheet ，Baseball Reference ，Baseball Reference (Minors) ，Fangraphs ，The Baseball Cube ，Baseball Almanac （英文）
- 羅利·芬格斯在台灣棒球維基館上的頁面（繁體中文）

| 前任： Ed Halicki | 無安打比賽 1975年9月28日 (搭配 布魯, 艾伯特 & 林布拉德) | 繼任： 賴瑞·迪爾克 |